# Fatima-Ezzahra Aboufaras
Fatima-Ezzahra Aboufaras, née le 28 février 2002, est une taekwondoïste marocaine.

## Carrière
Elle remporte la médaille d'or dans la catégorie des plus de 67 kg aux Jeux africains de la jeunesse de 2018 à Alger puis aux Jeux olympiques de la jeunesse de 2018 à Buenos Aires dans la catégorie des plus de 63 kg.
Aux Jeux africains de 2019, elle remporte la médaille d'or en plus de 73 kg battant en finale la Kényane Faith Ogallo.
Elle est médaillée d'argent en plus de 67 kg aux Jeux méditerranéens de 2022 à Oran.
Elle est ensuite médaillée d'or dans la catégorie des plus de 73 kg aux championnats d'Afrique 2022 à Kigali.
Elle est médaillée de bronze dans la catégorie des plus de 73 kg aux Jeux de la solidarité islamique de 2022 à Konya.
Elle est médaillée d'or dans la même catégorie aux Championnats d'Afrique de taekwondo 2023 à Abidjan et aux Jeux africains de 2023 à Accra.